# Matthias Kleinheisterkamp
Matthias Kleinheisterkamp est un officier allemand de l'armée de terre puis de la Waffen-SS, ayant atteint le grade de SS-Obergruppenführer, né le 22 juin 1893 à Elberfeld (Empire allemand) et mort par suicide le 29 avril 1945 à Halbe (Allemagne).
Il servit à la fois pendant la Première et la Seconde Guerre mondiale. Lors de la Seconde Guerre mondiale, Kleinheisterkamp commanda successivement la division SS « Totenkopf », la 2e division SS « Das Reich », la 6e division SS de montagne « Nord » puis des corps d’armée SS.

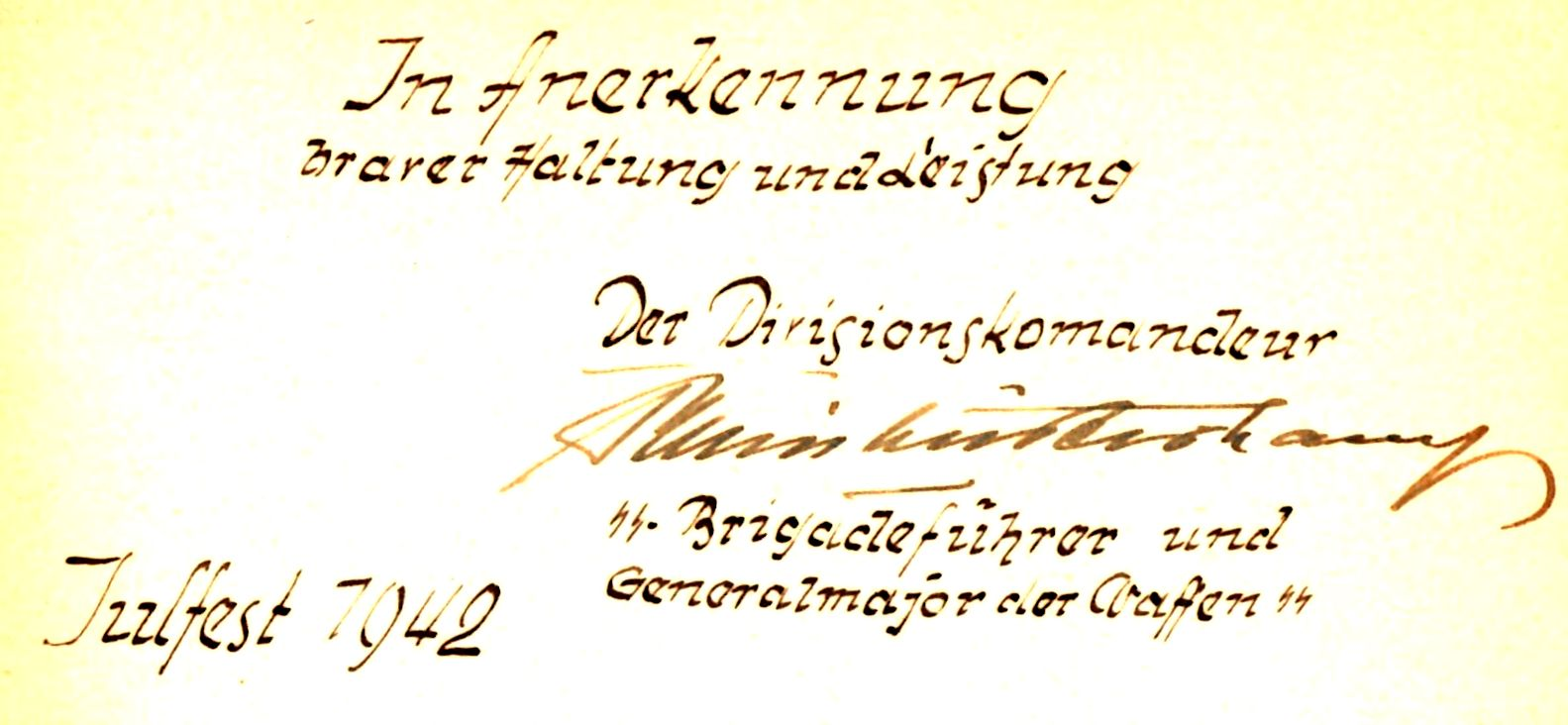
Traduction du texte de la note manuscrite de Kleinheisterkamp : « En reconnaissance de la bravoure de l'attitude et de la conduite (des opérations) / Le commandant de la division / Signature de Kleinheisterkamp / SS-Brigadeführer und Generalmajor der Waffen-SS / Julfest en 1942 ».

## Jeunesse et Première Guerre mondiale
Matthias Kleinheisterkamp est né à Elberfeld, commune aujourd'hui intégrée à Wuppertal. Il est le fils d'un employé des chemins de fer, Matthias Kleinheisterkamp et de son épouse Anna Rüpper. Après avoir passé son baccalauréat en 1914, il décide de rejoindre l'armée et est tout d'abord affecté au 7e bataillon du génie westphalien, puis finalement au 219e régiment d’infanterie de réserve. C'est au sein de ce régiment, avec le grade de Leutnant, que Kleinheisterkamp monte au front pendant la Première Guerre mondiale, tout d'abord sur celui de l'Ouest de 1914 à 1915, puis sur celui de l'Est de 1915 à 1916 et enfin de retour sur le front de l'Ouest de 1916 à 1918. Toutefois, avant la fin de la Grande Guerre, Kleinheisterkamp est grièvement blessé à la tête et passe le reste de l'année 1918 en convalescence. Pour son héroïsme, il reçoit les croix de fer de seconde et première classes ainsi qu'un grade d'argent.

## L’entre-deux-guerres
Après l'armistice, en 1918, Kleinheisterkamp rejoint les Freikorps et sert ensuite dans la Reichswehr au sein de diverses unités d'infanterie, jusqu'à ce qu'il rejoigne la SS le 1er novembre 1933, neuf mois après l'arrivée au pouvoir de Hitler et des nazis. Il est transféré à la SS-VT, la future Waffen-SS, le 1er avril 1935, et se voit affecté à la SS-Junkerschule Bad Tölz dans le Braunschweig au titre d'instructeur d'infanterie. Il y enseigne pendant un an, après quoi il rejoint le SS-Brigadeführer Paul Hausser, qui est inspecteur de la SS-VT, en tant qu’officier d'état-major. Le 20 avril 1937, Kleinheisterkamp adhère au parti nazi, mais sa carrière militaire rencontre des problèmes en 1938, car il est confronté à de graves problèmes juridiques et disciplinaires : il est alors mis en congé jusqu'au mois d'août 1938. À son retour au service actif, il est affecté au SS-Standarte « Deutschland » (régiment SS « Deutschland ») à Munich et le 1er décembre 1938 il se voit nommé à la tête du « Deutschland III.Sturmbann » (le 3e bataillon du même régiment).

## La Seconde Guerre mondiale
Kleinheisterkamp est toujours affecté au 3e bataillon du régiment « Deutschland » lors de l’invasion de la Pologne en septembre 1939 : il est responsable en partie de l’évacuation des citoyens et du personnel diplomatique allemand de Varsovie. Après sa promotion au grade de SS-Standartenführer en mai 1940, il est nommé à la tête du 3e régiment d'infanterie dans la 3e division SS « Totenkopf », malgré des désaccords avec le général SS Theodor Eicke. Après la blessure de Eicke en juillet 1941 peu après le début de l'invasion de l’Union soviétique, Kleinheisterkamp est, pendant une très courte période (une semaine), nommé à la tête de la division, avant d'être remplacé par Georg Keppler. Il reste dans la division « Totenkopf » trois mois de plus jusqu'à ce que les mésententes réapparaissent avec Eicke  et provoquent sa mutation, d’abord au SS-Führungshauptamt (état-major de la SS) où il est promu Brigadeführer und Generalmajor der Waffen-SS, puis à la tête de la 2e division SS « Das Reich » à titre temporaire sinistre division pour le Massacre de Tulle et du Massacre d'Oradour-sur-Glane en 1944. En raison de son comportement exemplaire dans la « Das Reich » engagée sur le front de l'Est, il est décoré de la croix de chevalier de la croix de fer le 31 mars 1942, après deux précédentes propositions d'inscription en 1940 et 1941. En avril 1942, après quatre mois de commandement de la « Das Reich », il est nommé à la tête de la 6e division SS de montagne « Nord », engagée en Scandinavie et dans le Nord de l’Union soviétique, mais il n'en prend effectivement le commandement qu'en juin, où il succède à Karl Maria Demelhuber lequel vient d’être promu SS-Gruppenführer. Kleinheisterkamp se montre un excellent chef de division et est très apprécié de ses hommes : il a également les faveurs de son supérieur, le Generaloberst Eduard Dietl, commandant de la 20e armée de montagne. Kleinheisterkamp reste à la tête de la SS-Gebirgs-Division « Nord », environ un an et demi, jusqu’à la fin de l'année 1943, date à laquelle il passe à nouveau par l'état-major de la SS. Pendant son temps à la division « Nord », il a été promu Gruppenführer und Generalleutnant der Waffen-SS environ un an après son arrivée, en mai 1943.
Dès janvier 1944, il est renvoyé sur le terrain et commande successivement les VII. SS-Armeekorps (it), IV. SS-Panzerkorps (en), XI. SS-Armeekorps et temporairement le III.(germanische) SS-Panzerkorps.
Kleinheisterkamp est fait prisonnier par les Soviétiques le 28 avril 1945 au cours de la bataille d'Halbe, près du village d'Halbe, à une dizaine de kilomètres au sud-est des faubourgs de Berlin ; il parvient à se suicider le lendemain.

## Résumé de sa carrière dans la SS
- SS-Hauptsturmführer : 20 avril 1935
- SS-Sturmbannführer : 1er juin 1935
- SS-Obersturmbannführer : 20 avril 1937
- SS-Standartenführer : 18 mai 1940
- SS-Oberführer : 19 juillet 1940
- SS-Brigadeführer und Generalmajor der Waffen-SS : 9 novembre 1941
- SS-Gruppenführer und Generalleutnant der Waffen-SS : 1er mai 1943
- SS-Obergruppenführer und General der Waffen-SS : 1er août 1944